# Borja Bastón
Borja González Tomás (Madrid, 25 de agosto de 1992) é um futebolista espanhol que atua como centroavante. Atualmente, joga no Granada.

## Títulos
Pachuca
- Dérbi das Américas da FIFA: 2024
- Copa Challenger da FIFA: 2024

### Prêmios individuais
- Chuteira de ouro da Copa do Mundo Sub-17 de 2009

### Artilharias
- Copa do Mundo Sub-17 de 2009 (5 gols)